# Lara Cvjetko
Lara Cvjetko (* 1. September 2001) ist eine kroatische Judoka. Sie war 2022 Weltmeisterschaftszweite und 2024 Europameisterschaftsdritte im Mittelgewicht.

## Sportliche Karriere
2017 war Lara Cvjetko Kadetteneuropameisterin in der Gewichtsklasse bis 57 Kilogramm. Im gleichen Jahr belegte sie den siebten Platz bei den Juniorenweltmeisterschaften. 2018 wurde sie Zweite der Kadetteneuropameisterschaften. 2019 trat Cvjetko in der Gewichtsklasse bis 63 Kilogramm an, seit 2020 kämpft sie in der Gewichtsklasse bis 70 Kilogramm. Im November 2020 siegte sie bei den U23-Europameisterschaften.
2021 erreichte Cvjetko bei den Europameisterschaften in Lissabon durch einen Sieg über die Russin Madina Taimasowa das Halbfinale. Nach Niederlagen gegen die Niederländerin Sanne van Dijke und die Portugiesin Barbara Timo belegte Cvjetko den fünften Platz. Bei den Weltmeisterschaften in Budapest schied sie in der ersten Runde gegen die Italienerin Alice Bellandi aus. Im September 2021 gewann sie die Silbermedaille bei den Junioren-Europameisterschaften. Einen Monat später erreichte sie auch das Finale der Juniorenweltmeisterschaften und verlor gegen die Spanierin Ai Tsunoda. Ein weiteres Finale erreichte Cvjetko beim Grand Slam in Baku, als sie im Finale gegen die Japanerin Utana Terada unterlag.
2022 wurde Cvjetko Fünfte bei den Mittelmeerspielen in Oran, wobei sie den Kampf um Bronze gegen die Italienerin Martina Esposito verlor. Im Oktober 2022 bei den Weltmeisterschaften in Taschkent bezwang sie Esposito im Achtelfinale und erreichte mit Siegen über Sanne van Dijke und die Japanerin Saki Niizoe das Finale. Dort traf sie auf die Titelverteidigerin Barbara Matić und verlor. Gold und Silber für die beiden Kroatinnen bedeutete den einzigen Doppelsieg bei den Frauen, bei den Herren gab es im Halbleichtgewicht ein rein japanisches Finale. Zwei Jahre später war die kroatische Hauptstadt Zagreb Austragungsort der Europameisterschaften 2024. Cvjetko unterlag im Viertelfinale der Spanierin Ai Tsunoda. Mit zwei Siegen in der Hoffnungsrunde erkämpfte sie eine Bronzemedaille.